# Cantone di Migennes
Il Cantone di Migennes è una divisione amministrativa dell'arrondissement di Auxerre.
A seguito della riforma complessiva dei cantoni del 2014 è passato da 8 a 10 comuni.

## Composizione
Prima della riforma del 2014 comprendeva i comuni di:
- Bassou
- Bonnard
- Brion
- Charmoy
- Chichery
- Épineau-les-Voves
- Laroche-Saint-Cydroine
- Migennes

Dal 2015 comprende i comuni di:
- Bassou
- Bonnard
- Brion
- Bussy-en-Othe
- Charmoy
- Cheny
- Chichery
- Épineau-les-Voves
- Laroche-Saint-Cydroine
- Migennes